# Baiacu-de-pintas
O Baiacu-de-pintas (Ephippion guttifer) é uma espécie de peixe pertencente à família Tetraodontidae. Animal aquático típico da África (principalmente Angola), possui um habitat variado com ênfase em climas quentes e tropicais.